# 지방도 제703호선
지방도 제703호선은 전북특별자치도 부안군 위도면 일대에 놓인 전북특별자치도의 지방도이다. 모든 구간이 위도 섬 대부분을 차지하고 있다.

## 역사
2004년 도로현황조서에서부터 그 존재가 확인되고 있다.

## 주요 경유지
- 부안군
  - 위도면 파장금항 - 서해훼리호위령탑 - 위도고등학교 - 위도면사무소 - 위도초등학교 - 치도경로당 - 대리(소리마을 - 전막리마을 - 논금해수욕장) - 깊은금해수욕장 - 위도해수욕장 - 벌금항 - (단절) - 정금리 - 식도리(식도)

## 도로명
- 부안군 위도면 파장금항 ~ 위도고등학교 : 위도로
- 부안군 위도면 위도고등학교 ~ 치도경로당 : 진리진등로
- 부안군 위도면 치도경로당 ~ 벌금항 : 위도로, 벌금항길